# Niagara Falls (Neuseeland)
Die Niagara Falls (Maori Mānga Piri) sind kleine Stromschnellen des Waikawa River auf der Südinsel Neuseelands. Sie liegen in den Catlins nördlich der Ortschaft Niagara am Abzweig der Manse Road von der Niagara-Waikawa Road und sind als touristische Sehenswürdigkeit ausgeschrieben.
Ein neuseeländischer Landvermesser benannte sie in ironischer Anspielung auf die ungleich größeren Niagarafälle an der Grenze zwischen dem US-amerikanischen Bundesstaat New York und der kanadischen Provinz Ontario. Die Niagara Falls grenzen direkt an ein Nohoanga (wörtlich übersetzt Platz, auf dem man sich nieder lässt), einen temporären Siedlungsort der Ngāi Tahu.